# Provincia di Rumonge
La provincia di Rumonge è una delle 18 province del Burundi con 352.026 abitanti (censimento 2008). Venne istituita nel 2015, smembrando i comuni di Rumonge, Burambi e Buyengero dalla provincia di Bururi e i comuni di Muhuta e Bugarama dalla provincia di Bujumbura Rurale.
Prende il nome dal suo capoluogo Rumonge.

## Geografia antropica

### Suddivisioni amministrative
La provincia è suddivisa i seguenti comuni:
- Bugarama
- Burambi
- Buyengero
- Muhuta
- Rumonge

## Codici
- Codice HASC: BI.RU
- Codice ISO 3166-2: RU